# Artur Brauner
Artur Brauner (ur. 1 sierpnia 1918 w Łodzi jako Abraham Brauner, zm. 7 lipca 2019 w Berlinie) – niemiecki producent filmowy żydowskiego pochodzenia z Polski, nominowany do nagrody BAFTA, honorowy obywatel miasta Łodzi, przeżył Holocaust, uciekł z getta łódzkiego, wojnę przeżył w ZSRR. Po wojnie osiadł w Berlinie, gdzie zrobił światową karierę producenta filmowego.

## Życiorys

### Dzieciństwo i młodość
Urodził się pod koniec I wojny światowej, 1 sierpnia 1918, w zamożnej żydowskiej rodzinie Moshe Braunera, hurtownika handlującego drewnem. Kochał kino, ale też grał na skrzypcach, śpiewał, komponował. Nad łóżkiem wieszał zdjęcia filmowych gwiazd i wiele seansów przesiedział w łódzkich kinach „Bajka”, „Luna”, „Casino” czy „Splendid” (obecnie nieistniejących).

### Lata wojny
Niemcy, hitlerowcy po napaści na Polskę zajęli Łódź na początku września i po kilku miesiącach na terenie najbiedniejszej dzielnicy Łodzi – Bałut – stworzyli getto dla Żydów. Wraz z rodzicami i czwórką rodzeństwa został tam zamknięty w kwietniu 1940. Uciekł jednak na tereny ZSRR, gdzie przeżył wojnę; jego rodzina także się uratowała. Nigdy nie wracał do okupacyjnych przeżyć i nigdy ich nie wspominał.
Miał żonę Marię.

### Kariera filmowa
Po wojnie, wraz z bratem, wyjechał do Berlina, gdzie zaczął nowe życie, zakładając w 1946 własną wytwórnię filmową CCC-Film-Kunst. Po latach, dzięki szczęściu w interesach, oszczędzaniu i pracowitości doszedł do wysokiej pozycji w biznesie filmowym, miał sławę, pieniądze, żył w luksusie. Zrealizował 270 filmów, wśród nich m.in. Ósmy dzień tygodnia w reżyserii Aleksandra Forda.
Po 1968 na kilkanaście lat przerwał kontakty z Polską i dopiero w latach 80. XX w. je wznowił.
Współpracował z najlepszymi polskimi reżyserami, m.in. Andrzejem Wajdą (Miłość w Niemczech), Jerzym Hoffmanem (Wedle wyroków twoich...), Agnieszką Holland (Europa, Europa – nominacja do nagrody BAFTA dla najlepszego filmu zagranicznego w 1992 roku).
Twierdził, że tak długo będzie produkował filmy, jak długo będzie w stanie podołać zadaniom, i że już od dawna nie chodzi o pieniądze: – W wielkiej miłości nie jest to żaden odosobniony przypadek, a film jest moją wielką miłością! To tkwi we krwi, która się wzburza, odpływa, nic nie można przeciw temu uczynić, nawet gdyby się chciało – mówił w jednym z wywiadów.
Jego wkład w polskie kino doceniła Rada Miejska m. Łodzi pierwszej kadencji – wyróżniono go tytułem Honorowego Obywatela Miasta Łodzi. Uroczystość wręczenia dyplomu miała miejsce podczas Światowego Spotkania Łodzian w 1992.